# Melody (Lost Frequencies)
Melody è un singolo del DJ belga Lost Frequencies, pubblicato il 27 aprile 2018 come secondo estratto dal secondo album in studio Alive and Feeling Fine.

## Descrizione
Il singolo, scritto da Ammar Malik, Steve Mac e Felix de Laet, ha visto la partecipazione vocale del cantautore britannico James Blunt. Nel brano, Lost Frequencies rende omaggio alle sonorità country utilizzando melodiche corde di chitarra e intrecciando la voce di Blunt nel ritornello. La pubblicazione è nata dopo che Blunt aveva scritto in studio con Steve Mac (co-scrittore e co-produttore di Shape of You di Ed Sheeran) e Ammar Malik (co-scrittore di Moves like Jagger dei Maroon 5) una canzone intitolata Hey, Melody, a cui Lost Frequencies ha poi aggiunto il suo tocco in studio per la pubblicazione definitiva.

## Video musicale
Il video musicale, pubblicato il 28 aprile 2018 sul canale YouTube del DJ, è stato girato nel collegio che Lost Frequencies ha frequentato durante la sua adolescenza.

## Tracce
Download digitale
Testi e musiche di Ammar Malik, Steve Mac e Felix de Laet.
1. Melody (feat. James Blunt) – 2:29

Melody (Remixes, Pt.1) – digital EP
1. Melody (Ofenbach Remix) – 2:46
2. Melody (Möwe Remix) – 2:51
3. Melody (Klangkarussell Remix) – 11:49
4. Melody (DJ Licious Remix) – 3:01
5. Melody (Angemi Remix) – 3:29
6. Melody (Tpauz 'Sognare' Vocal Mix) – 3:56
7. Melody (Ofenbach Extended Remix) – 3:36
8. Melody (Möwe Extended Remix) – 3:53
9. Melody (Klangkarussell Extended Remix) – 15:12
10. Melody (DJ Licious Extended Remix) – 3:30
11. Melody (Angemi Extended Remix) – 4:20
12. Melody (Tpauz 'Sognare' Extended Vocal Mix) – 7:53

Melody (Remixes, Pt.2) – digital EP
1. Melody (Trinix Remix) – 2:58
2. Melody (Ellis Remix) – 2:50
3. Melody (Bhaskar e MOJJO Remix) – 3:08
4. Melody (VAN DUO Remix) – 2:38
5. Melody (FREY Remix) – 2:53
6. Melody (feat. James Blunt) (Single Version) – 2:29
7. Melody (Ellis Extended Remix) – 3:50
8. Melody (Bhaskar e MOJJO Extended Remix) – 3:52
9. Melody (VAN DUO Extended Remix) – 3:41
10. Melody (FREY Extended Remix) – 4:21

## Classifiche
| Classifica (2018) | Posizione massima |
| ----------------- | ----------------- |
| Austria           | 19                |
| Belgio (Fiandre)  | 7                 |
| Belgio (Vallonia) | 2                 |
| Germania          | 26                |
| Italia            | 48                |
| Norvegia          | 39                |
| Svizzera          | 8                 |
| Ungheria          | 12                |